# جان اورتنتی
جان اورتنتی (انگلیسی: Jon Aurtenetxe؛ زادهٔ ۳ ژانویهٔ ۱۹۹۲) بازیکن فوتبال اهل اسپانیا است.
از باشگاه‌هایی که در آن بازی کرده‌است می‌توان به باشگاه فوتبال میراندس، باشگاه فوتبال اتلتیک بیلبائو، باشگاه ورزشی تنریف، باشگاه فوتبال سلتاویگو، باشگاه فوتبال داندی، و باشگاه فوتبال اتلتیک بیلبائو بی اشاره کرد.
وی همچنین در تیم‌های ملی فوتبال زیر ۱۷ سال اسپانیا، زیر ۱۹ سال اسپانیا، زیر ۲۱ سال اسپانیا، و باسک بازی کرده‌است.